# Haske Ferenc
Haske Ferenc (Kassa, 1833. – Budapest, 1894. február 17.) magyar litográfus, rézmetsző és illusztrátor, műszaki tiszt a magyar királyi államnyomdában.

## Pályafutása
Pesten és Lipcsében tanulta az illusztrátori mesterséget. Pályája kezdetén különböző kőnyomdákban dolgozott rajzolóként (főként portrékat készített), majd az 1850-es évek végétől Budapesten megalapította saját vállalkozását. Kőnyomdája csak néhány évig állt fenn. Innen került ki 1864-ben Gerenday Antal sírkőgyárának litografált albuma. A korszak több jelentős lapja, többek között az 1860-as években a Hazánk s a Külföld, 1869 és 1882 között a Vasárnapi Ujság, az 1860-as évek közepétől 1880-ig a Magyarország és a Nagyvilág számára készített arcképeket művészekről, közéleti szereplőkről, mint állandó rajzoló. Párhuzamosan a Magyar Királyi Állami Nyomdában is dolgozott. 1875-ben a Pénzügyminisztérium nevezte ki Haske Ferenc grafikus művészt műszaki tisztté az államnyomdához. Viszonylag ismeretlen alkotásai közé tartoznak az 1870-es évek Pest-Budájáról készített városképei. Több kőnyomata és acélmetszete önállóan is megjelent. (Haske Ferenc: Kolozsvár története. Bp., 1888. 1. Tábla „Szabad királyi Kolozsvár városának és körül levő várfalainak rajzolatja 1831”).